# Colonia Miguel Hidalgo, Tarímbaro
Colonia Miguel Hidalgo är en ort i Mexiko.   Den ligger i kommunen Tarímbaro och delstaten Michoacán de Ocampo, i den södra delen av landet, 210 km väster om huvudstaden Mexico City. Colonia Miguel Hidalgo ligger 1 847 meter över havet och antalet invånare är 1 164.
Terrängen runt Colonia Miguel Hidalgo är kuperad åt nordväst, men åt sydost är den platt. Runt Colonia Miguel Hidalgo är det ganska tätbefolkat, med 70 invånare per kvadratkilometer. Närmaste större samhälle är Morelia, 12,8 km sydväst om Colonia Miguel Hidalgo. I omgivningarna runt Colonia Miguel Hidalgo växer huvudsakligen savannskog.